# Basilio Focaccia
Basilio Focaccia (Ortodonico, 14 dicembre 1889 – Agnone Cilento, 20 luglio 1968) è stato un ingegnere e politico italiano.
Senatore della Repubblica per quattro legislature, assunse incarichi in diversi ministeri e ricoprì in posizioni di vertice in organismi dedicati allo sviluppo in Italia delle fonti energetiche derivanti dall'uso civile dell'energia nucleare in Italia: il Comitato Nazionale per le Ricerche Nucleari (CNRN) e il Comitato Nazionale per l'Energia Nucleare (CNEN).

## Biografia
Nacque da famiglia di origini contadine, in ristrettezze economiche. Nonostante la brillantezza esibita negli studi, la modestissima estrazione economico-sociale gli precluse inizialmente la possibilità di proseguire oltre il livello delle elementari. Contadino anch'egli, poté affidare i precoci interessi culturali, soprattutto tecnico-scientifici, alla sola passione di autodidatta.
La sua formazione culturale conobbe una svolta solo nel 1908: diciannovenne, si arruolò nella Regia marina militare, in cui si fermò diversi anni, prendendo parte alle operazioni belliche della guerra libica e della prima guerra mondiale.
Proseguì ancora gli studi da autodidatta, potendo finalmente iscriversi, durante la ferma in mare, alla Scuola superiore Politecnica di Napoli. Nel 1920 si congedò dalla Marina, dopo dodici anni di servizio, portando con sé il grado di 2° Capo elettricista. Ma l'impegno agli studi, coltivato durante la leva, gli permise quello stesso anno il conseguimento della laurea.

### Carriera accademica
Decise di dedicarsi alla carriera universitaria: nello stesso anno della laurea fu assistente volontario del senatore Luigi Lombardi presso la cattedra di Elettrotecnica e assistente ordinario dal 1921. Conseguita nel 1925 la libera docenza in Elettrotecnica, ebbe dall'anno successivo l'incarico dell'insegnamento di Misure elettriche.
Nel 1930 risultò secondo al concorso a cattedra di Elettrotecnica generale indetto dalla Scuola di Ingegneria dell'Università di Pisa. Quello stesso anno, per motivi familiari, dovette declinare l'incarico di professore straordinario offertogli dall'Università di Padova.
Nel 1934, fu nominato per «chiara fama», professore ordinario alla cattedra di Misure Elettriche dell'Università di Napoli, di cui fu titolare dal 1935.
Due anni dopo fu incaricato di Elettrotecnica presso l'Università di Roma, dove si trasferì definitivamente nel 1938, assumendo anche l'incarico di direttore dell'Istituto, rimanendovi fino al pensionamento e alla nomina ad emerito del 1966.
Fu socio dell'Accademia nazionale delle scienze e corrispondente dell'Accademia Pontaniana; gli fu conferito, nel 1961, il premio Giancarlo Vallauri; ricevé la Medaglia d'oro per i Benemeriti della cultura.

## Incarichi politici
Con l'avvento dell'ordinamento repubblicano ricoprì varie cariche politiche: nelle elezioni politiche del 1948 fu eletto Senatore della Repubblica nelle liste democristiane della I Legislatura nel collegio di Sala Consilina, carica politica che ricoprì consecutivamente anche nella II, III e IV Legislatura. Fu investito della nomina a sottosegretario nel governo De Gasperi VII (Trasporti), e De Gasperi VIII (marina mercantile) e nel governo Pella (industria e commercio). Nelle corso delle quattro legislature fu membro di numerose commissioni parlamentari.
Nel 1956 fu nominato alla presidenza del Comitato Nazionale per le Ricerche Nucleari e, nel 1957, fu relatore dei provvedimenti legislativi di ratifica dei trattati di Roma istitutivi del Mercato Comune Europeo e dell'EURATOM.
Nel 1960, fu nominato alla carica di vicepresidente del neonato Comitato Nazionale per l'Energia Nucleare, al cui interno fece parte della commissione per la sicurezza nucleare.
Fondò l'Associazione Nazionale d'Ingegneria Nucleare, di cui fu socio onorario, e fu presidente della Rassegna Internazionale di Elettronica Nucleare e Tele-radio-cinematografica, fin dalla fondazione.

## Manualistica
Fu autore di diversi testi e dispense per corsi universitari:
- Corso di Elettrotecnica, Dispense Universitarie Tumminelli, 3 volumi, a.a.1945/46 e 1946/47
- Applicazioni elettriche,